# Grupo M81
O Grupo M81 é um grupo de galáxias na direção da constelação de Ursa Major, que contém o famoso par de galáxias conheicdo, Messier 81 e Messier 82 como outras galáxias com magnitude aparente maior. O centro do grupo fica a aproximadamente a uma distância de 3.6 Mpc, sendo um dos grupos mais próximos do Grupo Local. A massa total estimada do grupo é de (1.03 ± 0.17)×1012 de M☉. O Grupo M81, o Grupo Local e grupos próximos fazem parte do Superagomerado de Virgem (Superaglomerado local).

## Membros
A tabela abaixo mostra todos os membros confirmados e associados ao Grupo M81 por I. D. Karachentsev.
| Nome              | Tipo     | A.R. (J2000)  | Dec. (J2000)   | Redshift (km/s) | Magnitude |
| ----------------- | -------- | ------------- | -------------- | --------------- | --------- |
| Laço de Arp       |          | 09h 57m 32.6s | +69° 17′ 00″   | 99              | 16.1      |
| DDO 78            | Im       | 10h 26m 27.4s | +67° 39′ 16″   | 55 ± 10         | 15.8      |
| F8D1              | dE       | 09h 44m 47.1s | +67° 26′ 19″   |                 | 13.9      |
| FM1               | dSph     | 09h 45m 10.0s | +68° 45′ 54″   |                 | 17.5      |
| HIJASS J1021+6842 |          | 10h 21m 00.0s | +68° 42′ 00″   | 46              | 20        |
| HS 117            | I        | 10h 21m 25.2s | +71° 06′ 51″   | -37             | 16.5      |
| Holmberg I        | IAB(s)m  | 09h 40m 32.3s | +71° 10′ 56″   | 139 ± 0         | 13.0      |
| Holmberg II       | Im       | 08h 19m 05.0s | +70° 43′ 12″   | 142 ± 1         | 11.1      |
| Holmberg IX       | Im       | 09h 57m 32.0s | +69° 02′ 45″   | 46 ± 6          | 14.3      |
| IC 2574           | SAB(s)m  | 10h 28m 23.5s | +68° 24′ 44″   | 57 ± 2          | 13.2      |
| IKN               |          | 10h 08m 05.9s | +68° 23′ 57″   |                 | 17.0      |
| KKH 57            | dSph     | 10h 00m 16.0s | +63° 11′ 06″   |                 | 18.5      |
| Messier 81        | SA(s)ab  | 09h 55m 33.2s | +69° 03′ 55″   | -34 ± 4         | 7.9       |
| Messier 81 Anã A  | I        | 08h 23m 56.0s | +71° 01′ 45″   | 113 ± 0         | 16.5      |
| Messier 82        | I0       | 09h 55m 52s   | +69° 40′ 47″   | 203 ± 4         | 9.3       |
| NGC 2366          | IB(s)m   | 07h 28m 54.7s | +69° 12′ 57″   | 80 ± 1          | 11.4      |
| NGC 2403          | SAB(s)cd | 07h 36m 51.4s | +65° 36′ 09″   | 131 ± 3         | 8.9       |
| NGC 2976          | SAc pec  | 09h 47m 15.5s | +67° 54′ 59″   | 3 ± 5           | 10.8      |
| NGC 3077          | I0 pec   | 10h 03m 19.1s | +68° 44′ 02″   | 14 ± 4          | 10.6      |
| NGC 4236          | SB(s)dm  | 12h 16m 42s   | +69° 27′ 45″   | 0 ± 4           | 10.1      |
| PGC 28529         | Im       | 09h 53m 48.5s | +68° 58′ 08″   | -40             | 17.1      |
| PGC 28731         | dE       | 09h 57m 03.1s | +68° 35′ 31″   | -135 ± 30       | 15.6      |
| PGC 29231         | dE       | 10h 04m 41.1s | +68° 15′ 22″   |                 | 16.7      |
| PGC 31286         | dSph     | 10h 34m 29.8s | +66° 00′ 30″   |                 | 16.7      |
| PGC 32667         | Im       | 10h 52m 57.1s | +69° 32′ 58″   | 116 ± 1         | 14.9      |
| UGC 4459          | Im       | 08h 34m 07.2s | +66° 10′ 54″   | 20 ± 0          | 14.5      |
| UGC 4483          |          | 08h 37m 03.0s | +69° 46′ 31″   | 156 ± 0         | 15.1      |
| UGC 5428          | Im       | 10h 05m 06.4s | +66° 33′ 32″   | -129 ± 0        | 18        |
| UGC 5442          | Im       | 10h 07m 01.9s | +67° 49′ 39″   | -18 ± 14        | 18        |
| UGC 5692          | 13.5     | 10h 30m 35.0s | +70° 37′ 07.2″ | 56 ± 3          | 13.5      |
| UGC 6456          | Pec      | 11h 27m 59.9s | +78° 59′ 39″   | -103 ± 0        | 14.5      |
| UGC 7242          | Scd      | 12h 14m 08.4s | +66° 05′ 41″   | 68 ± 2          | 14.6      |
| UGC 8201          | Im       | 13h 06m 24.9s | +67° 42′ 25″   | 31 ± 0          | 12.8      |
| UGCA 133          | Im       | 07h 34m 11.4s | +66° 53′ 10″   |                 | 15.6      |

Note que os nomes dos objetos acima diferenciam-se dos nomes usados por Karachentsev. Os números de: NGC, IC, UGC e PGC estão usados em muitos casos como foi referenciado.

## Interações dentro do grupo
Messier 81, Messier 82 e NGC 3077 são outro exemplo muito próximo de interação entre galáxias dentro de um grupo. As interações gravitacionais tem ejetado muito hidrogênio destas três galáxias, levando à formação de longos filamentos de gás dentro do grupo. Além disso, também tem causado expulsão de gás interestelar dos centros de Messier 82 e NGC 3077, levando estas galáxias a serem galáxias starbusts (ou formação de muitas estrelas) dos centros destas duas galáxias.